# Beinn Talaidh
Beinn Talaidh är ett berg i Storbritannien.   Det ligger i kommunen Argyll and Bute och riksdelen Skottland, i den nordvästra delen av landet, 700 km nordväst om huvudstaden London. Toppen på Beinn Talaidh är 761 meter över havet, eller 437 meter över den omgivande terrängen. Bredden vid basen är 8,2 km. Beinn Talaidh ligger på ön Inner Hebrides.
Terrängen runt Beinn Talaidh är huvudsakligen kuperad.Runt Beinn Talaidh är det mycket glesbefolkat, med 2 invånare per kvadratkilometer. Trakten runt Beinn Talaidh består i huvudsak av gräsmarker.